# ノットゥルノ (競走馬)
ノットゥルノ（欧字名:Notturno、2019年4月16日 - ）は、日本の競走馬。主な勝ち鞍は2022年のジャパンダートダービー、2024年の佐賀記念、名古屋グランプリ。
馬名の意味は、イタリア語で「夜想曲」。

## 戦績

### デビュー前
2019年4月16日、北海道沙流郡日高町の下河辺牧場にて出生。2020年のセレクトセール1歳セッションに上場され、金子真人ホールディングス(株)に4300万円で落札された。

### 2歳（2021年）
12月25日に行われた2歳新馬戦に武豊を鞍上に迎えてデビュー。2番人気に推されたが、4着に敗れた。

### 3歳（2022年）
3歳初戦として1月16日に行われた3歳未勝利戦に出走し、6着。
2月12日に行われた3歳未勝利戦では芝からダートに転向。単勝オッズ1.6倍の圧倒的1番人気に推された。レースでは好位追走から早めに先頭に立つと、後を追う2番人気のプラチナドリームを最後は5馬身突き放し勝利した。
3月5日に行われた3歳1勝クラスでは、1番人気に推された。レースでは途中一気にポジションを押し上げると前を行く2番人気のヴァレーデラルナをとらえ、1馬身3/4差つけて快勝した。なお、このレースの8着には後にJBCクラシックを制するキングズソードが入っており、出世レースとなった。
5月4日に園田競馬場で行われた兵庫チャンピオンシップ（JpnII）に出走。前年の全日本2歳優駿を制したドライスタウトに次ぐ2番人気に推された。レースでは最後の直線で4番人気コンシリエーレをかわすも、勝ち馬のブリッツファングには8馬身離され2着に敗れた。
7月13日に大井競馬場で行われたダートの3歳王者を決める一戦である、ジャパンダートダービー（JpnI）に出走。4番人気で迎えたレースでは好位集団の外を追走し、直線で先頭に立って押し切り2着の3番人気ペイシャエスに3/4馬身差をつけ優勝。GI/JpnI競走初制覇を果たした。鞍上の武豊騎手は2005年以来3回目となる日本ダービー（ドウデュースで勝利）との同一年制覇を果たした。鞍上の武は「何より馬の状態がとにかく良かったです。今までにないくらいの状態の良さを感じてゲートインできたので、自信を持って乗ることができました。枠順も外目だったので、スムーズなレースができて、馬のリズムが良かったので、馬場状態も考えて、早めに、少し早めに動こうと思いました。」「僕は53歳ですけど、馬はまだ3歳なので、一緒に頑張っていけたらと思います」と振り返った。
3歳秋初戦として9月28日に行われた日本テレビ盃（JpnII）に出走。鞍上の武は凱旋門賞騎乗のためフランスに遠征しており、松山弘平に乗り替わった。4番人気で迎えたレースではスタートを決めて2番手を追走するも、最後の直線では失速し7着に敗れた。
次走は中京競馬場で行われるダート1800mのチャンピオンズカップ（GI）に出走。再び武豊に鞍上が戻り、5番人気での出走となった。このレースには前年の覇者、テーオーケインズ、同年のUAEダービーを人気薄ながらも勝利を果たした、クラウンプライド、当時ダート5戦4勝のグロリアムンディらが揃った。テーオーケインズが少し出遅れた中で始まったレースでは7番手でレースを進めた。直線クラウンプライドが先頭に立ち、押し切るかと思われたが、3番人気、連勝中のジュンライトボルトが脅威の末脚を炸裂させ、クビ差躱し、初の戴冠となった。ノットゥルノは伸びきれず、8着に敗れた。
ノットゥルノは次走を年末の、東京大賞典(GI)に出走した。前走大敗を喫したものの、4番人気におされた。このレースには、5歳の春ダートに転向して、4戦3勝全てのレースで上がり最速を出している、ウシュバテソーロ、同年の、みやこSの勝ち馬、サンライズホープ、同年の帝王賞（JpnI）の覇者、メイショウハリオらが揃った、スタート後にノットゥルノは4番手の位置につけてレースを進める。最後の直線外からウシュバテソーロが追い上げ、内からはメイショウハリオ、追いかけるようにしてノットゥルノが上がってくるも、ウシュバテソーロを捉えきれず、2着に敗れた。ウシュバテソーロはダート5戦4勝、GI初制覇となった。

### 4歳 (2023年）
2月1日の川崎記念（JpnI）から始動。引き続き、武豊騎手がまたがり4番人気で8着。以降は、5月20日の平安ステークス（GIII）を9着、6月28日の帝王賞（JpnI）を8着。このレースを勝利したメイショウハリオは連覇を飾った。10月9日のマイルチャンピオンシップ南部杯（JpnI）は同年のフェブラリーSの覇者レモンポップが2着のイグナイターに2秒差をつける大差勝ちを披露し、ノットゥルノは6着に敗れた。11月3日のJBCクラシック（大井、JpnI）では、キングズソードに0.9秒差をつけられ2着。12月3日のチャンピオンズカップでは、8着に敗れる。12月29日の東京大賞典ではウシュバテソーロの4着に敗れた。
2023年はJBCクラシックの2着が最高着順となり、他全てのレースが馬券圏外の未勝利で終わった。

### 5歳 (2024年）
本馬は2月12日、佐賀競馬場で行われる佐賀記念（JpnIII）に出走。このレースには、名古屋グランプリ2着馬の、グランブリッジが1.7倍の1番人気、ノットゥルノは3.1倍の2番人気となった。ノットゥルノは斤量59kgを背負っていたが、2着キリンジに4馬身をつける圧勝。グランブリッジは4着だった。
しかし、続く川崎記念（JpnI）では、3番人気で出走するも、ライトウォーリアの6着に敗れた。ライトウォーリアは、初のJpnIを制覇した。
5月6日、名古屋グランプリ（JpnII）に出走。1番人気に押された。終始先頭を逃げ、2着に8馬身差をつける、レコード制覇。このレースでは売得金額が9億5582万7200円を達成し、こちらもレコードとなった。
続くレースは6月26日の帝王賞に出走。前走の結果もあり、4番人気となる。このレースにはJBCクラシックの覇者、キングズソードや、2023年チャンピオンズカップ、東京大賞典2着、前走ドバイワールドカップ4着の、ウィルソンテソーロ、2023年の2月12日の新馬から11月5日のみやこステークスまで5戦5勝、2024年のダイオライト記念（JpnII）の覇者であるセラフィックコール、2023・24年と連覇を果たしたメイショウハリオ、川崎記念でノットゥルノを下したライトウォーリアらが揃った。レース終盤、先行策をとっていたキングズソードが直線先頭に立つと、ウィルソンテソーロも追い上げる。更には地方馬のディクテオンも凄まじい末脚で迫るが、キングズソードが押し切りJpnI競走2勝目を飾った。2着にウィルソンテソーロ、3着にディクテオンが入り、ノットゥルノは伸び切れず、7着に敗れた。
秋は11月4日のJBCクラシック（佐賀、ダート2000m）で5着の後、12月19日の名古屋大賞典（JpnIII）に鮫島克駿が騎乗して出走、ハンデキャップ60kgを背負いながらも2着に入り、5歳シーズンを終えた。

### 6歳 (2025年）
6歳時は前年同様に2月6日の佐賀記念に出走。3月4日に定年を迎える音無が同馬を管理する最後の出走となり、1番人気に支持されたが3着に終わった。その後、音無厩舎が定年に伴う厩舎解散により、美浦の中舘英二厩舎に3月5日付で転厩となった。

## 競走成績
以下の内容は、JBISサーチおよびnetkeibaの情報に基づく。
| 競走日     | 競馬場 | 競走名          | 格     | 距離（馬場）  | 頭 数 | 枠 番 | 馬 番 | オッズ （人気） | 着順 | タイム （上がり3F） | 着差 | 騎手      | 斤量 [kg] | 1着馬（2着馬）       | 馬体重 [kg] |
| ---------- | ------ | --------------- | ------ | ------------- | ----- | ----- | ----- | --------------- | ---- | ------------------- | ---- | --------- | --------- | -------------------- | ----------- |
| 2021.12.25 | 阪神   | 2歳新馬         |        | 芝1800m（良） | 14    | 2     | 2     | 004.00（2人）   | 04着 | R1:49.0（35.1）     | -0.3 | 0武豊     | 55        | ジャスティンカツミ   | 512         |
| 2022.01.16 | 中京   | 3歳未勝利       |        | 芝2000m（良） | 11    | 7     | 8     | 006.20（4人）   | 06着 | R2:02.7（35.5）     | -0.8 | 0武豊     | 56        | エイカイマッケンロ   | 508         |
| 0000.02.12 | 阪神   | 3歳未勝利       |        | ダ1800m（良） | 10    | 8     | 10    | 001.60（1人）   | 01着 | R1:53.7（37.5）     | -0.8 | 0武豊     | 56        | （プラチナドリーム） | 512         |
| 0000.03.05 | 阪神   | 3歳1勝クラス    |        | ダ1800m（良） | 12    | 1     | 1     | 002.00（1人）   | 01着 | R1:53.3（38.3）     | -0.3 | 0武豊     | 56        | （ヴァレーデラルナ） | 510         |
| 0000.03.26 | 中山   | 伏竜S           | OP     | ダ1800m（稍） | 8     | 8     | 8     | 004.10（2人）   | 02着 | R1:52.2（37.9）     | -0.1 | 0武豊     | 56        | デリカダ             | 508         |
| 0000.05.04 | 園田   | 兵庫CS          | JpnII  | ダ1870m（良） | 12    | 3     | 3     | 003.90（2人）   | 02着 | R2:02.7（39.5）     | -1.3 | 0武豊     | 56        | ブリッツファング     | 517         |
| 0000.07.13 | 大井   | JDダービー      | JpnI   | ダ2000m（不） | 14    | 8     | 14    | 005.60（4人）   | 01着 | R2:04.6（38.3）     | -0.1 | 0武豊     | 56        | （ペイシャエス）     | 526         |
| 0000.09.28 | 船橋   | 日本テレビ盃    | JpnII  | ダ1800m（良） | 13    | 3     | 3     | 005.30（4人）   | 07着 | R1:54.6（41.2）     | -1.6 | 0松山弘平 | 55        | フィールドセンス     | 529         |
| 0000.12.04 | 中京   | チャンピオンズC | GI     | ダ1800m（良） | 16    | 5     | 9     | 014.30（5人）   | 08着 | R1:52.6（37.1）     | -0.7 | 0武豊     | 56        | ジュンライトボルト   | 516         |
| 0000.12.29 | 大井   | 東京大賞典      | GI     | ダ2000m（良） | 14    | 2     | 2     | 007.10（4人）   | 02着 | R2:05.3（37.7）     | -0.3 | 0武豊     | 55        | ウシュバテソーロ     | 516         |
| 2023.02.01 | 川崎   | 川崎記念        | JpnI   | ダ2100m（良） | 10    | 6     | 6     | 011.70（4人）   | 08着 | R2:19.3（42.7）     | -3.3 | 0武豊     | 56        | ウシュバテソーロ     | 522         |
| 0000.05.20 | 京都   | 平安S           | GIII   | ダ1900m（稍） | 16    | 3     | 5     | 008.00（4人）   | 09着 | R2:01.3（40.4）     | -1.5 | 0武豊     | 59        | グロリアムンディ     | 534         |
| 0000.06.28 | 大井   | 帝王賞          | JpnI   | ダ2000m（良） | 12    | 5     | 5     | 007.60（5人）   | 08着 | R2:03.4（38.1）     | -1.5 | 0武豊     | 57        | メイショウハリオ     | 529         |
| 0000.10.09 | 盛岡   | MCS南部杯       | JpnI   | ダ1600m（稍） | 14    | 5     | 7     | 026.30（6人）   | 06着 | R1:36.1（35.8）     | -2.3 | 0武豊     | 57        | レモンポップ         | 538         |
| 0000.11.03 | 大井   | JBCクラシック   | JpnI   | ダ2000m（良） | 10    | 2     | 2     | 017.70（5人）   | 02着 | R2:06.0（39.2）     | -0.9 | 0森泰斗   | 57        | キングズソード       | 511         |
| 0000.12.03 | 中京   | チャンピオンズC | GI     | ダ1800m（良） | 15    | 6     | 10    | 156.4（14人）   | 08着 | R1:51.5（37.5）     | -0.9 | 0松若風馬 | 58        | レモンポップ         | 522         |
| 0000.12.29 | 大井   | 東京大賞典      | GI     | ダ2000m（良） | 9     | 2     | 2     | 014.10（5人）   | 04着 | R2:07.6（37.7）     | -0.3 | 0武豊     | 57        | ウシュバテソーロ     | 514         |
| 2024.02.12 | 佐賀   | 佐賀記念        | JpnIII | ダ2000m（稍） | 12    | 8     | 11    | 003.10（2人）   | 01着 | R2:08.2（38.1）     | -0.7 | 0武豊     | 59        | （キリンジ）         | 521         |
| 0000.04.03 | 川崎   | 川崎記念        | JpnI   | ダ2100m（重） | 11    | 4     | 4     | 005.70（3人）   | 06着 | R2:17.3（41.4）     | -1.8 | 0武豊     | 57        | ライトウォーリア     | 516         |
| 0000.05.06 | 名古屋 | 名古屋GP        | JpnII  | ダ2100m（良） | 12    | 7     | 10    | 002.00（1人）   | 01着 | R2:10.9（37.9）     | -1.6 | 0武豊     | 58        | （ヒロイックテイル） | 525         |
| 0000.06.26 | 大井   | 帝王賞          | JpnI   | ダ2000m（稍） | 13    | 4     | 5     | 004.80（4人）   | 07着 | R2:08.7（39.5）     | -1.8 | 0武豊     | 57        | キングズソード       | 526         |
| 0000.11.04 | 佐賀   | JBCクラシック   | JpnI   | ダ2000m（良） | 11    | 5     | 5     | 003.60（3人）   | 05着 | R2:09.6（38.7）     | -1.6 | 0武豊     | 57        | ウィルソンテソーロ   | 525         |
| 0000.12.19 | 名古屋 | 名古屋大賞典    | JpnIII | ダ2000m（良） | 12    | 7     | 9     | 031.80（4人）   | 02着 | R2:07.4（39.9）     | -0.0 | 0鮫島克駿 | 60        | ミッキーファイト     | 532         |
| 2025.02.06 | 佐賀   | 佐賀記念        | JpnIII | ダ2000m（重） | 11    | 6     | 7     | 002.30（1人）   | 03着 | R2:09.2（38.4）     | -0.5 | 0鮫島克駿 | 59        | メイショウフンジン   | 529         |
| 0000.05.06 | 名古屋 | 名古屋GP        | JpnII  | ダ2100m（不） | 12    | 7     | 10    | 003.30（2人）   | 03着 | R2:14.2（40.5）     | -1.0 | 0武豊     | 59        | サンライズジパング   | 533         |
| 0000.07.02 | 大井   | 帝王賞          | JpnI   | ダ2000m（良） | 13    | 8     | 14    | 011.90（5人）   | 03着 | R2:03.6（38.1）     | -0.5 | 0武豊     | 57        | ミッキーファイト     | 529         |

- Rはコースレコード勝ちを示す
- 競走成績は2025年7月2日現在

## 血統表
| ノットゥルノの血統                                   | ノットゥルノの血統                                   | ノットゥルノの血統              | （血統表の出典）                | （血統表の出典） |
| 父系                                                 | サンデーサイレンス系/ヘイロー系                      | サンデーサイレンス系/ヘイロー系 | サンデーサイレンス系/ヘイロー系 | [ § 2 ]          |
| 父 ハーツクライ 2001 鹿毛                            | 父の父*サンデーサイレンス Sunday Silence 1986 青鹿毛 | Halo                            | Hail to Reason                  | Hail to Reason   |
| 父 ハーツクライ 2001 鹿毛                            | 父の父*サンデーサイレンス Sunday Silence 1986 青鹿毛 | Halo                            | Cosmah                          |                  |
| 父 ハーツクライ 2001 鹿毛                            | 父の父*サンデーサイレンス Sunday Silence 1986 青鹿毛 | Wishing Well                    | Understanding                   | Understanding    |
| 父 ハーツクライ 2001 鹿毛                            | 父の父*サンデーサイレンス Sunday Silence 1986 青鹿毛 | Wishing Well                    | Mountain Flower                 |                  |
| 父 ハーツクライ 2001 鹿毛                            | 父の母アイリッシュダンス 1990 鹿毛                   | *トニービン                     | *カンパラ                       | *カンパラ        |
| 父 ハーツクライ 2001 鹿毛                            | 父の母アイリッシュダンス 1990 鹿毛                   | *トニービン                     | Severn Bridge                   |                  |
| 父 ハーツクライ 2001 鹿毛                            | 父の母アイリッシュダンス 1990 鹿毛                   | *ビューパーダンス               | Lyphard                         | Lyphard          |
| 父 ハーツクライ 2001 鹿毛                            | 父の母アイリッシュダンス 1990 鹿毛                   | *ビューパーダンス               | My Bupers                       |                  |
| 母 *シェイクズセレナーデ Sheikh's Serenade 2006 芦毛 | 母の父Unbridled's Song 1993 芦毛                     | Unbridled                       | Fappiano                        | Fappiano         |
| 母 *シェイクズセレナーデ Sheikh's Serenade 2006 芦毛 | 母の父Unbridled's Song 1993 芦毛                     | Unbridled                       | Gana Facil                      |                  |
| 母 *シェイクズセレナーデ Sheikh's Serenade 2006 芦毛 | 母の父Unbridled's Song 1993 芦毛                     | Trolley Song                    | Caro                            | Caro             |
| 母 *シェイクズセレナーデ Sheikh's Serenade 2006 芦毛 | 母の父Unbridled's Song 1993 芦毛                     | Trolley Song                    | Lucky Spell                     |                  |
| 母 *シェイクズセレナーデ Sheikh's Serenade 2006 芦毛 | 母の母Desert Stormer 1990 鹿毛                       | Storm Cat                       | Storm Bird                      | Storm Bird       |
| 母 *シェイクズセレナーデ Sheikh's Serenade 2006 芦毛 | 母の母Desert Stormer 1990 鹿毛                       | Storm Cat                       | Terlingua                       |                  |
| 母 *シェイクズセレナーデ Sheikh's Serenade 2006 芦毛 | 母の母Desert Stormer 1990 鹿毛                       | Breezy Stories                  | Damascus                        | Damascus         |
| 母 *シェイクズセレナーデ Sheikh's Serenade 2006 芦毛 | 母の母Desert Stormer 1990 鹿毛                       | Breezy Stories                  | New Tune                        |                  |
| 母系(F-No.)                                          | シェイクズセレナーデ系(FN:21-a)                      | シェイクズセレナーデ系(FN:21-a) | シェイクズセレナーデ系(FN:21-a) | [ § 3 ]          |
| 5代内の近親交配                                      | Northern Dancer 5×5 6.25%                            | Northern Dancer 5×5 6.25%       | Northern Dancer 5×5 6.25%       | [ § 4 ]          |
| 出典                                                 | 1. 2. 3. 4.                                          | 1. 2. 3. 4.                     | 1. 2. 3. 4.                     | 1. 2. 3. 4.      |